# Silke Weitendorf
Silke Weitendorf (geborene von Hacht; * 10. April 1941 in Hamburg) ist eine deutsche Verlegerin und Übersetzerin. Die Tochter Heidi Oetingers und Stieftochter Friedrich Oetingers leitete lange Jahre die Verlagsgruppe Oetinger.
Schon kurz nach ihrer Geburt starb der leibliche Vater. Ihre Mutter nahm 1948 eine Anstellung bei Friedrich Oetingers kurz zuvor gegründetem Kinder- und Jugendbuchverlag an. 1952 heirateten Heidi und Friedrich Oetinger. Schon in jungen Jahren arbeitete Silke Weitendorf im Verlag ihres Stiefvaters mit. Für ein halbes Jahr ließ sie sich in Stockholm beim Verlag Rabén & Sjögren ausbilden, wo sie mit Astrid Lindgren zusammenarbeitete. 1966 heiratete sie Uwe Weitendorf. Nach dem Rückzug Friedrich Oetingers aus dem Verlag Ende der 1960er Jahre übernahm Mutter Heidi die Geschäftsführung, Silke und Uwe Weitendorf unterstützten sie dabei. Silke Weitendorf arbeitete zu dieser Zeit als Lektorin, ihr Mann im Management des Verlags. Nach dem plötzlichen Tod Uwe Weitendorfs 1996 stieg Silke Weitendorf ins Management ein und übernahm bald die Geschäftsführung, unterstützt auch von den drei gemeinsamen Kindern Jan, Julia und Till.
Angeblich war Silke Weitendorf das erste Kind, das die deutsche Übersetzung von Pippi Langstrumpf lesen durfte, waren ihre Eltern doch Astrid Lindgrens deutsche Verleger und enge Freunde der schwedischen Autorin.
Übersetzerin (als Silke von Hacht)
Unter ihrem Geburtsnamen Silke von Hacht war Weitendorf auch als Übersetzerin für den Oetinger Verlag tätig. So setzte sie sich beispielsweise für die Veröffentlichung der Willi Wiberg Geschichten von Gunilla Bergström ein und übersetzte den ersten Band Gute Nacht, Willi Wiberg. Sie wählte auch den deutschen Namen Willi Wiberg aus, im Original hieß dieser Alfons Åberg. Zu diesem Nachnamen Wiberg inspirierte sie der Illustrator Harald Wiberg. Dieser hatte unter anderem die Astrid-Lindgren-Geschichten Tomte Tummetott und Tomte und der Fuchs illustriert. Bereits in den 1960er Jahren hatte Weitendorf diese beiden Geschichten ins Deutsche übertragen. Außerdem übersetzte sie viele weitere Astrid Lindgren Werke, wie die Bilderbuchgeschichten Weihnachten in Bullerbü, Lustiges Bullerbü, Kindertag in Bullerbü, Guck mal, Madita, es schneit!, oder Ich will auch in die Schule gehen. Auch die Pippi Langstrumpf-Comics, das Fotobuch Wanthai aus Thailand, sowie ein Buch über Astrid Lindgrens Kindertheaterstücke übertrug Weitendorf ins Deutsche. Daneben übersetzte sie Werke von Autoren wie Barbro Lindgren, Lena Landström, Viola Wahlstedt, Ilon Wikland, Kerstin Thorvall und Hans Peterson aus dem Schwedischen ins Deutsche.